# Charlie Utter

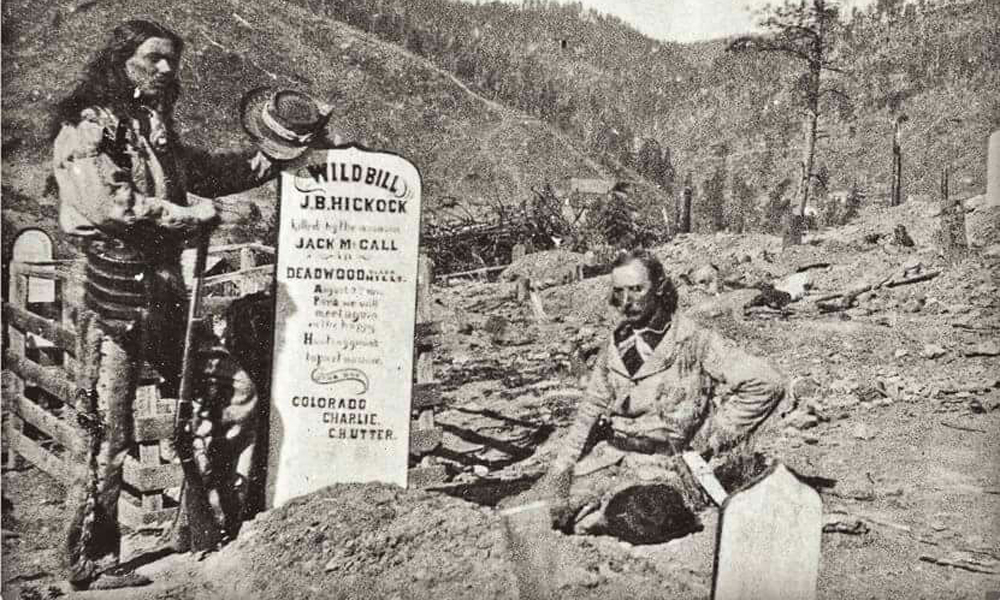
Steve en Charlie Utter bij Wild Bill Hickoks graf

Charlie Utter (nabij Niagara Falls, 1838 – 1915), bijgenaamd Colorado Charlie, was een persoon die in (de verhalen over) het Wilde Westen bekendheid verwierf door zijn vriendschap met Wild Bill Hickok en door de karavaan die hij in 1876 naar Deadwood (South Dakota) leidde.

## Biografie

### Vroege leven en de karavaan naar Deadwood
Utter werd geboren nabij Niagara Falls, in de staat New York. Hij groeide op in Illinois en trok toen westwaarts in de hoop fortuin te maken. Hij werd in de jaren 1860 in Colorado kolendrager, gids en verkenner voor een mijnbouwbedrijf.
Nadat bekend werd dat George Armstrong Custer goud had ontdekt in de Black Hills ontstond er een goudkoorts, aangezien veel mensen hoopten door het goud rijk te worden. Charlie besloot in het begin van 1876 om met zijn broer Steve Utter een karavaan goudzoekers, prostituees en gokkers vanuit Georgetown (Colorado) naar het wetteloze Black-Hills-plaatsje Deadwood te leiden. In Cheyenne voegde Wild Bill Hickock zich bij de leiders over de karavaan en in Fort Laramie sloot Calamity Jane zich aan. In juli 1876 arriveerde men in Deadwood en Utter begon een lucratieve postdienst met Cheyenne. Hij verzond vaak tweeduizend brieven per zending, tegen 25 dollarcent per brief.

### Wild Bill Hickok
Utter was al enige tijd voor 1876 een goede vriend van Wild Bill Hickok. Hij probeerde ervoor te zorgen dat Bill niet aan alcohol en gokken ten onder zou gaan. Utter was er niet bij toen Wild Bill Hickok op 2 augustus 1876 door Jack McCall tijdens een pokerwedstrijd werd vermoord. Utter eiste het lichaam op en liet in de Black Hills Pioneer de volgende mededeling plaatsen:
Died in Deadwood, Black Hills, August 2, 1876, from the effects of a pistol shot, J. B. Hickok (Wild Bill) formerly of Cheyenne, Wyoming. Funeral services will be held at Charlie Utter's Camp, on Thursday afternoon, August 3, 1876, at 3 o'clock, P. M. All are respectfully invited to attend."
De begrafenis werd druk bezocht en Utter voorzag het graf van Hickok van een steen met de tekst:
Wild Bill, J. B. Hickok killed by the assassin Jack McCall in Deadwood, Black Hills, August 2d, 1876. Pard, we will meet again in the happy hunting ground to part no more. Good bye, Colorado Charlie, C. H. Utter."

### Utters latere leven
In februari 1879 vertrok Utter uit Deadwood en kocht hij de Eaves Saloon in Gayville. Hij werd echter al snel veroordeeld voor het verkopen van alcohol en het uitbaten van een danszaal zonder vergunning. Op 26 september 1879 brandde een groot deel van Deadwood af en Utter kwam op verzoek van Calamity Jane terug om het graf van Hickok te verplaatsen naar wat nu Mount Moriah Cemetery is.
Dankzij de brand en de ontwikkeling van Deadwood van een goudzoekerskamp naar een mijnbouwplaats, vertrokken veel mensen om elders naar fortuin te zoeken. Ook Utter vertrok: eerst naar Leadville en Durango in Colorado en toen naar Socorro in New Mexico. In Socorro opende hij een saloon. Het is onbekend wat er sindsdien met hem is gebeurd, maar in 1912 leefde hij nog.

## Charlie Utter in fictie
Utter komt voor in boeken en films over het Wilde Westen, in het bijzonder over Deadwood. In de televisieserie Deadwood, gebaseerd op het Deadwood van de jaren 1870, wordt Utters rol gespeeld door Dayton Callie.